# Littera (järnväg)
Littera är i järnvägssammanhang de typbeteckningar som ges olika typer av järnvägsfordon. Det kan förkortas litt. Systemet med littera infördes hos Statens Järnvägar (SJ) 1876. Det finns inget allmänt litterasystem för lok utan det står varje fordonsägare fritt att beteckna sina fordon som man vill. Många av de mindre privatjärnvägarna införde aldrig något litterasystem, även om Svenska Järnvägsföreningen hade skapat ett system för privatbanorna. I och med förstatligandet av de privata järnvägarna kom SJ:s litterasystem att bli det dominerande.
Litterasystem har inte bara varierat mellan bolag, utan har också förändrats över tiden. SJ har flera gånger helt och hållet gjort om sitt litterasystem. Senaste gången var 1970.
Efter att järnvägen avreglerades har SJ:s dominerande ställning brutits och många nya aktörer har startat verksamhet. Vissa, som Hector Rail, har valt helt egna system medan andra har fortsatt att använda SJ:s. Detta leder till att samma loktyp mycket väl kan ha flera helt olika beteckningar. Exempelvis exporterades Rc-lok till Österrike på 1970-talet. Där fick de litt 1043. När de senare såldes tillbaka till Sverige fick det litt Rc2. Under 70-talet såldes även Rc-lok till Norge där de fick litt El16. Även denna loktyp har kommit tillbaka till Sverige men har behållit sitt littera. Ett annat sådant exempel är det lok från 2000-talet som kallas TRAXX av tillverkaren och Re av Green Cargo. Det säljs i många länder och har många littera.
Vagnar döps även de i allmänhet med samma system som SJ:s. Förstaklassvagnar inleds med A, andraklass med B och så vidare. För godsvagnar är systemet från och med 1960-talet internationell standard. Svenska littera för motorvagnar och motorvagnståg börjar på X om de är eldrivna och på Y om de är dieseldrivna.
Fordon som trafikerar andra spårvidder än 1435 mm (normalspår) får en gemen tilläggsbokstav som berättar detta. p innebär 891 mm och t 1067 mm.
Fordon som får gå in i Norge får ofta en extra tilläggsbokstav N även om det är lätt att uppfylla då samma elspänning och ATC används. Fordon som får gå in i Danmark får en extra tilläggsbokstav K (för Köpenhamn). Det är fler tekniska skillnader mellan det danska järnvägssystemet och det i Sverige, jämfört med i Norge, bland annat en högre kontaktledningsspänning och ett annat säkerhetssystem.

## Bokstävers betydelse i SJ:s litterasystem
Huvudlittera i bokstavsordning:
- A = Första klass
- B = Andra klass
- C = Tredje klass
- BC = Liggvagn (Andra/Tredje klass)
- D = Postvagn
- D = Ellok med koppelstänger
- F = Resgodsvagn
- M = Manövervagn (i loktåg)
- M = Ellok med treaxliga boggier
- R = Restaurang/Bistro
- R = Ellok med tvåaxliga boggier
- S = Servering/Specialvagn
- T = Diesellok
- U = Delar av motorvagnstågsätt
- V = Mindre diesellok/växellok
- WL = Sovvagn
- X = Elektrisk motorvagn/rälsbuss
- Y = Dieseldriven motorvagn/rälsbuss
- Z= Lokomotor

Vanliga underlittera:
- D = Anpassad för trafik i Tyskland
- E = Anpassad för trafik under ERTMS
- K = Anpassad för trafik i Danmark
- N = Anpassad för trafik i Norge
- P = Uppväxlad till 160 km/h

- p = Spårvidd: 891 mm
- t = Spårvidd: 1067 mm
- tu = Spårvidd 1093 mm

Avskaffade huvudlittera:
- X = Motorvagn
- Y = Rälsbuss

Avskaffade underlittera:
- a = Elektrisk drift på rälsbuss/motorvagn
- o = Boggievagn

### Exempel
Nuvarande system (1970-):
- Förstaklassvagn: A2, A7
- Kombinerad första- och andraklassvagn: AB3, AB7, AB9
- Andraklassvagn med resgodsutrymme: BF4, BF7
- Andraklassvagn med resgodsutrymme och servering: BFS9
- Post- och resgodsvagn: DF28

- Dieseldriven rälsbuss/motorvagn: Y1, Y2, Y7, Y31
- Eldriven rälsbuss/motorvagn: X1, X2, X16, X55
- Dieseldriven rälsbuss med resgodsutrymme: YF1
- Eldriven motorvagn för smalspår 891 mm: X7p, X10p

- Mellanvagn med förstaklass: UA2
- Mellanvagn med andra klass och bistro: URB2
- Rälsbussläp med andra klass och gods: UBF

- Diesellok: T21, T44, T45, Td
- Lokomotor: Z65, Z70
- Lokomotor för smalspår 1093 mm: Z4tu
- Ellok uppväxlad till 160 km/h: Rc4P

Äldre system (före 1970):
- 2-axlig förstaklassvagn: A1, A5
- Andraklassboggievagn: Bo1, Bo5
- Kombinerad andra- och tredjeklassvagn: BCo2, BCo7

- Smalspårig rälsbuss 1067 mm, tredje klass med boggier: YCo4t
- Elektrisk rälsbuss med andra klass och boggier: YBoa6, YBoa7
- Dieseldriven rälsbuss med andra klass och boggier: YBo7, YBo8
- Elektrisk motorvagn: Xa4
- Elektrisk motorvagn med boggier: Xoa7
- Släpvagn med boggier och tredje klass: Cox7

## Danska DSB
- E står för elektriska fordon, t.ex. loket EA och motorvagnen ET.
- M står för dieselfordon, t.ex. loken ME, MZ och MZ, eller motorvagnen MF även kallad IC3.

## Norge
Norska Vy och den avknoppade godsoperatören CargoNet har följande system:
- Ellok har El och ett nummer, till exempel El 16.
- Diesellok har Di och ett nummer, till exempel Di 8.
- Motorvagnar heter Type och ett nummer, som är 60-79 för elektriska och 80-99 för dieselmotorvagnar. Det förekommer också beteckningen BM och nummer som bara avser enstaka motorvagnar i ändarna. Motorvagnståg som helhet heter Type.

## Tyska DB
DB har nummer som littera på lok och motorvagnar. Vagnar har europeiska littera med bokstäver och siffror.

## FinskaVR

### Lok
Huvudlittera
- D = Diesel
- S = Ellok

Underlittera
- k = Lätt axelvikt, under 11,0 ton
- v = Medeltung axelvikt, mellan 11,1 och 15,0 ton
- r = Tung axelvikt, över 15,1 ton
- m = Motorvagn

### Vagnar
Huvudlittera
- A = Salongvagn eller annan specialvagn
- C = Första klass (Extra)
- E = Andra klass (Eko)
- F = Konduktörs- eller bagagevagn
- Gf = Bilvagn
- N = Fångvagn
- P = Postvagn
- R = Restaurangvagn
- L = Lekavdelning

Underlittera
- a, b, c = Variant
- b = Bar
- d = InterCity-vagn med två våningar
- e = Aggregatvagn
- f = Konduktörshytt
- h = Hyttvagn
- i = Öppen vagn; rullstolshiss (efter t)
- k = Kök
- l = Lokaltågsvagn
- m = Sovvagn
- n = Normal vagn, allergiplatser
- o = Manövervagn; Boggievagn (efter F, G, N, P)
- p = Smådjursavdelning
- s = Vagn för militärt bruk
- t = Rökningsvagn; Vagn med stålkorg (före 1980-talet)
- x = InterCity-vagn med en våning
- y = Anpassad för trafik i Ryssland